# اورانوفین
اورانوفین (انگلیسی: Auranofin) با نام تجاری ریدورا یکی از املاح طلا است که سازمان جهانی بهداشت آنرا در دستهٔ داروهای ضد روماتسیمی اصلاح‌کننده بیماری قرار داده‌است.
این دارو در درمان روماتیسم مفصلی بکار می‌رود.
در سال‌های اخیر، پژوهش‌هایی برای استفاده از این دارو در درمان عفونت‌های اچ‌آی‌وی، آمیبیاز (انتاموبا هیستولیتیکا)، مایکوباکتریوم توبرکلوزیس و سرطان تخمدان صورت پذیرفته است.